# Peter Marius Wier
Peter Marius Wier (født 1867 i Odense, død 1936 i Aarhus) var en dansk arkitekt.
Efter endt uddannelse tog Peter Marius på studierejse i Europa. Efter studierejsen i slutningen af 1800-tallet valgte han at bosætte sig i Aarhus, hvor han omkring 1902 åbnede arkitektvirksomhed. Befolkningstallet i Aarhus fordobledes over en 40-årig periode fra 50.000 til 100.000. Denne vækst skabte et naturligt behov for nye boliger. Peter Marius Wier var derudover bl.a. statslig bygningskonduktør ved bygninger i Esbjerg, Odense, og Århus.
Peter Marius var gennem sin egen virksomhed også ansat som konduktør hos kgl. bygningsinspektør Hack Kampmann under byggeriet af Toldboden og Statsbiblioteket. Han arbejdede endvidere med Landsudstillingen i Aarhus i 1909 sammen med arkitekt Anton Rosen. Efter 1. Verdenskrig blev han præstegårdskonsulent og han arbejdede med istandsættelsen af en del præstegårde i Østjylland eksempelvis præstegårdene Ramlev, Præstholm, Torrild, Grundfør og Adslev. 
I Aarhus var han tillige lærer i bygningsret ved Aarhus Tekniske Skole i 27 år. I 1912 skrev han lærebøgerne ”Bygnings Raadgiver for Architekter, Bygherrer, Husejere og lejere” og ”Bygningsret i Tekniske Skoler”. Lærebøgerne blev brugt i mange år af arkitekter og andre inden for byggefagene. 
Da han som ung var blevet meget inspireret af studieture, fandt han det vigtigt, at unge rejste ud for at lære nyt og han var i mange år formand for Rejsestipendieforeningen i Aarhus.	
Eksempler på Wiers arbejder:
Bygninger i Århus
- 1903:	Fynsgade 30, ejendom
- 1905:	Vester Alle 5, ombygning